# コリンズ・ジョン
コリンズ・ジョン（Collins John, 1985年10月17日 - ）は、リベリア出身のオランダ人元サッカー選手。ポジションはFW。

## 経歴
19歳でプレミアリーグのフラムFCに引き抜かれたプレーヤー。ライアン・バベルと共に未来のオランダ代表を背負うと期待され、2004年にはA代表にも呼ばれた。

## 人物
治安の悪いリベリアから難民としてオランダに渡ってきた。その際、マフィアにより父親を亡くしている。兄弟にサッカー選手のパディ・ジョンとオラ・ジョンがいる。